# Mads Albæk
Mads Albæk, né le 14 janvier 1990 à Roskilde au Danemark, est un footballeur danois. Il évolue au poste de milieu de terrain au Randers FC.

## Biographie

### FC Midtjylland
Mads Albæk commence sa carrière de footballeur dans un petit club nommé Gadstrup IF avec lequel il a joué jusqu'à l'âge de 11 ans. Il part ensuite jouer au Herfølge Boldklub avant d'être repéré par le FC Midtjylland. 
Il débute en équipe première en 2008 pour l'équipe du FC Midtjylland avec laquelle il signe son premier contrat professionnel en janvier 2008. Le 28 février 2009, Mads Albaek débute officiellement pour son club lors du match face à Esbjerg fB.

### Stade de Reims
À l'été 2013, il quitte le FC Midtjylland pour s'engager avec Reims pour un contrat de trois ans. Le montant du transfert est estimé à un million d'euros. Mads Albæk est transféré en août 2015 au club suédois de IFK Göteborg, ne rentrant pas dans les plans de jeu du nouvel entraîneur rémois. 

### IFK Göteborg
Le 11 août 2015, il signe à l'IFK Göteborg pour une durée de deux ans. Il rejoint le club suédois dans l'espoir de remporter des titres alors que le Maccabi Haïfa s'intéressait aussi à lui.

### Randers FC
Après un essai convaincant, Mads Albæk rejoint librement le Randers FC le 19 juillet 2023, pour un contrat d'un an. Il vient notamment renforcer le milieu de terrain après le départ de Lasse Berg Johnsen,.

## Carrière
| Saison                | Club                  | Championnat           | Championnat | Championnat | Coupe nationale | Coupe nationale | Coupe de la Ligue | Coupe de la Ligue | Compétition(s) continentale(s) | Compétition(s) continentale(s) | Compétition(s) continentale(s) | Danemark | Danemark | Total | Total |
| Saison                | Club                  | Division              | M.          | B.          | M.              | B.              | M.                | B.                | Comp.                          | M.                             | B.                             | M.       | B.       | M.    | B.    |
| 2008 - 2009           | FC Midtjylland        | SAS Ligaen            | 14          | 1           | -               | -               | -                 | -                 | -                              | -                              | -                              | -        | -        | 14    | 1     |
| 2009 - 2010           | FC Midtjylland        | SAS Ligaen            | 28          | 0           | 5               | 0               | -                 | -                 | -                              | -                              | -                              | -        | -        | 33    | 0     |
| 2010 - 2011           | FC Midtjylland        | SAS Ligaen            | 20          | 2           | 2               | 0               | -                 | -                 | -                              | -                              | -                              | -        | -        | 22    | 2     |
| 2011 - 2012           | FC Midtjylland        | SAS Ligaen            | 26          | 1           | 1               | 0               | -                 | -                 | C3                             | 4                              | 1                              | -        | -        | 31    | 2     |
| 2012 - 2013           | FC Midtjylland        | SAS Ligaen            | 32          | 9           | 3               | 1               | -                 | -                 | C3                             | 2                              | 0                              | 2        | 0        | 39    | 10    |
| 2013 - 2014           | Stade de Reims        | Ligue 1               | 27          | 2           | -               | -               | 1                 | 0                 | -                              | -                              | -                              | -        | -        | 28    | 2     |
| 2014 - 2015           | Stade de Reims        | Ligue 1               | 12          | 0           | -               | -               | -                 | -                 | -                              | -                              | -                              | -        | -        | 12    | 0     |
| 2015                  | IFK Göteborg          | Allsvenskan           | 11          | 3           | -               | -               | -                 | -                 | -                              | -                              | -                              | -        | -        | 11    | 3     |
| 2016                  | IFK Göteborg          | Allsvenskan           | 26          | 4           | 4               | 1               | -                 | -                 | C3                             | 8                              | 1                              | -        | -        | 38    | 6     |
| 2017                  | IFK Göteborg          | Allsvenskan           | 9           | 1           | -               | -               | -                 | -                 | -                              | -                              | -                              | -        | -        | 9     | 1     |
| Total sur la carrière | Total sur la carrière | Total sur la carrière | 205         | 23          | 15              | 2               | 1                 | 0                 | -                              | 14                             | 2                              | 2        | 0        | 237   | 27    |

## Palmarès

### En club
SønderjyskE
- Coupe du Danemark
  - Vainqueur : 2020.
  - Finaliste : 2021.